# Баха Тевфик
Баха Тевфик (тур. Bahâ Tevfik, 13 апреля 1884, Измир — 15 мая 1914, Стамбул) — османский философ

-материалист анархистского толка.

## Биография
Родился 13 апреля 1884 года в Измире. Там же окончил школу. Затем переехал в Стамбул, там в 1907 году окончил «Mülkiye Mektebi» (позднее стало одним из факультетов Стамбульского университета).
После завершения учёбы работал в школе, затем госслужащим в Измире. После инцидента 31 марта уволился с госслужбы и переехал в Стамбул, там создал издательство, посредством которого занимался популяризацией своих взглядов. Работал преподавателем философии в «Rehber-i İttihad-i Osmani Mektebi».
Умер 15 мая 1914 года в Стамбуле от аппендицита. Похоронен на кладбище Караджаахмет.
В ряде источников утверждается, что Баха Тевфик по заказу Чыгырачана Ибрахима Хильми перевёл на османский язык роман Льва Толстого «Воскресение», но по-видимому, переводчиком является Хайдар Рыфат.

## Вклад в философию
Ещё во время учёбы в школе увлёкся изучением западной философии, чему способствовало знание французского языка. Среди авторов, оказавших на него влияние были Кант, Толстой и Ницше, но наибольшее влияние оказал немецкий философ-материалист Людвиг Бюхнер.
Считал, что материалистическая философия является причиной превосходства запада над Османской империей, поэтому, по его мнению, следовало полностью отказаться от религии и разорвать связи с прошлым, отказавшись от традиционных османских ценностей. В связи с этим критиковал любых османских философов не являвшихся ярыми атеистами. В частности, его критике подверглись популярные в то время Рыза Тевфик и Филибели Ахмад Хильми, которые, как считал Тевфик, ничего не понимают в философии, поскольку не являются сторонниками западной философии.
Самой известной работой считается «Философия личности» (тур. Felsefe-i Ferd). В ней высказывается мысль, что будущим человечества является «научный анархизм», который противоположен социализму, поскольку первый ставит превыше всего права личности.